# Pablo Piatti
Pablo Daniel Piatti Queiroz Lima (La Carlota, 31 de março de 1989) é um futebolista argentino que atua como atacante. Atualmente, joga pelo Estudiantes.

## Títulos
Estudiantes
- Copa da Argentina: 2023
- Copa da Liga Argentina: 2024
- Trofeo de Campeones de la Liga: 2024

Seleção Argentina Sub-20
- Copa do Mundo FIFA Sub-20: 2007